# Rutger Smith
Rutger Smith (ur. 9 lipca 1981 w Groningen) – holenderski kulomiot oraz dyskobol. 
Zdobywca srebrnego medalu na mistrzostwach świata w Helsinkach w pchnięciu kulą w 2005. Dwa lata później sięgnął po brązowy krążek mistrzostw globu w rzucie dyskiem. Wielokrotny mistrz i rekordzista kraju.

## Osiągnięcia
| Rok  | Impreza                             | Miejsce    | Lokata      | Konkurencja    | Wynik |
| ---- | ----------------------------------- | ---------- | ----------- | -------------- | ----- |
| 1999 | Mistrzostwa Europy juniorów         | Ryga       | 1. miejsce  | rzut dyskiem   | 52,89 |
| 1999 | Mistrzostwa Europy juniorów         | Ryga       | 1. miejsce  | pchnięcie kulą | 18,27 |
| 2000 | Mistrzostwa świata juniorów         | Santiago   | 1. miejsce  | pchnięcie kulą | 19,48 |
| 2000 | Mistrzostwa świata juniorów         | Santiago   | 3. miejsce  | rzut dyskiem   | 58,70 |
| 2001 | Uniwersjada                         | Pekin      | 11. miejsce | rzut dyskiem   | 55,70 |
| 2001 | Uniwersjada                         | Pekin      | 12. miejsce | pchnięcie kulą | 18,17 |
| 2002 | Halowe mistrzostwa Europy           | Wiedeń     | eliminacje  | pchnięcie kulą | 19,60 |
| 2002 | Zimowy puchar Europy                | Pula       | 3. miejsce  | rzut dyskiem   | 61,68 |
| 2002 | Mistrzostwa Europy                  | Monachium  | 8. miejsce  | pchnięcie kulą | 19,73 |
| 2003 | Halowe mistrzostwa świata           | Birmingham | eliminacje  | pchnięcie kulą | 19,59 |
| 2003 | Mistrzostwa świata                  | Paryż      | eliminacje  | pchnięcie kulą | 19,02 |
| 2003 | Mistrzostwa świata                  | Paryż      | eliminacje  | rzut dyskiem   | 61,55 |
| 2003 | Młodzieżowe mistrzostwa Europy      | Bydgoszcz  | 1. miejsce  | rzut dyskiem   | 59,90 |
| 2003 | Młodzieżowe mistrzostwa Europy      | Bydgoszcz  | 3. miejsce  | pchnięcie kulą | 20,18 |
| 2004 | Halowe mistrzostwa świata           | Budapeszt  | eliminacje  | pchnięcie kulą | 19,67 |
| 2004 | Zimowy puchar Europy                | Marsa      | 3. miejsce  | rzut dyskiem   | 59,84 |
| 2004 | Zimowy puchar Europy                | Marsa      | 1. miejsce  | pchnięcie kulą | 20,23 |
| 2004 | Superliga pucharu Europy            | Bydgoszcz  | 2. miejsce  | rzut dyskiem   | 63,68 |
| 2004 | Superliga pucharu Europy            | Bydgoszcz  | 2. miejsce  | pchnięcie kulą | 20,56 |
| 2004 | Igrzyska olimpijskie                | Ateny      | eliminacje  | rzut dyskiem   | 61,11 |
| 2004 | Igrzyska olimpijskie                | Ateny      | eliminacje  | pchnięcie kulą | 19,69 |
| 2005 | Halowe mistrzostwa Europy           | Madryt     | 2. miejsce  | pchnięcie kulą | 20,79 |
| 2005 | Zimowy puchar Europy                | Mersin     | 3. miejsce  | rzut dyskiem   | 62,80 |
| 2005 | Zimowy puchar Europy                | Mersin     | 1. miejsce  | pchnięcie kulą | 21,00 |
| 2005 | Mistrzostwa świata                  | Helsinki   | 2. miejsce  | pchnięcie kulą | 21,29 |
| 2006 | Grupa B I ligi pucharu Europy       | Saloniki   | 2. miejsce  | pchnięcie kulą | 20,60 |
| 2006 | Grupa B I ligi pucharu Europy       | Saloniki   | 1. miejsce  | rzut dyskiem   | 64,38 |
| 2006 | Mistrzostwa Europy                  | Göteborg   | 7. miejsce  | rzut dyskiem   | 64,46 |
| 2006 | Mistrzostwa Europy                  | Göteborg   | 3. miejsce  | pchnięcie kulą | 20,90 |
| 2006 | Światowy finał lekkoatletyczny IAAF | Stuttgart  | 3. miejsce  | pchnięcie kulą | 20,74 |
| 2007 | Halowe mistrzostwa Europy           | Birmingham | eliminacje  | pchnięcie kulą | 19,19 |
| 2007 | Mistrzostwa świata                  | Osaka      | 3. miejsce  | pchnięcie kulą | 21,13 |
| 2007 | Mistrzostwa świata                  | Osaka      | 3. miejsce  | rzut dyskiem   | 66,42 |
| 2007 | Światowy finał lekkoatletyczny IAAF | Stuttgart  | 5. miejsce  | pchnięcie kulą | 20,01 |
| 2008 | Halowe mistrzostwa świata           | Walencja   | 4. miejsce  | pchnięcie kulą | 20,78 |
| 2008 | Zimowy puchar Europy                | Split      | 1. miejsce  | pchnięcie kulą | 20,77 |
| 2008 | Zimowy puchar Europy                | Split      | 3. miejsce  | rzut dyskiem   | 63,80 |
| 2008 | Igrzyska olimpijskie                | Pekin      | 7. miejsce  | rzut dyskiem   | 65,39 |
| 2008 | Igrzyska olimpijskie                | Pekin      | 8. miejsce  | pchnięcie kulą | 20,41 |
| 2011 | Mistrzostwa świata                  | Taegu      | eliminacje  | rzut dyskiem   | 62,12 |
| 2012 | Halowe mistrzostwa świata           | Stambuł    | 6. miejsce  | pchnięcie kulą | 20,30 |
| 2012 | Zimowy puchar Europy w rzutach      | Bar        | 3. miejsce  | rzut dyskiem   | 63,30 |
| 2012 | Mistrzostwa Europy                  | Helsinki   | 2. miejsce  | pchnięcie kulą | 20,55 |
| 2012 | Mistrzostwa Europy                  | Helsinki   | 3. miejsce  | rzut dyskiem   | 64,02 |
| 2012 | Igrzyska olimpijskie                | Londyn     | eliminacje  | pchnięcie kulą | 20,08 |
| 2016 | Mistrzostwa Europy                  | Amsterdam  | 11. miejsce | rzut dyskiem   | 59,99 |

## Rekordy życiowe
- pchnięcie kulą – 21,62 m (2006) rekord Holandii
- pchnięcie kulą (hala) – 20,89 (2008) rekord Holandii
- rzut dyskiem – 67,77 (2011)